# Tùy mạt Đường sơ

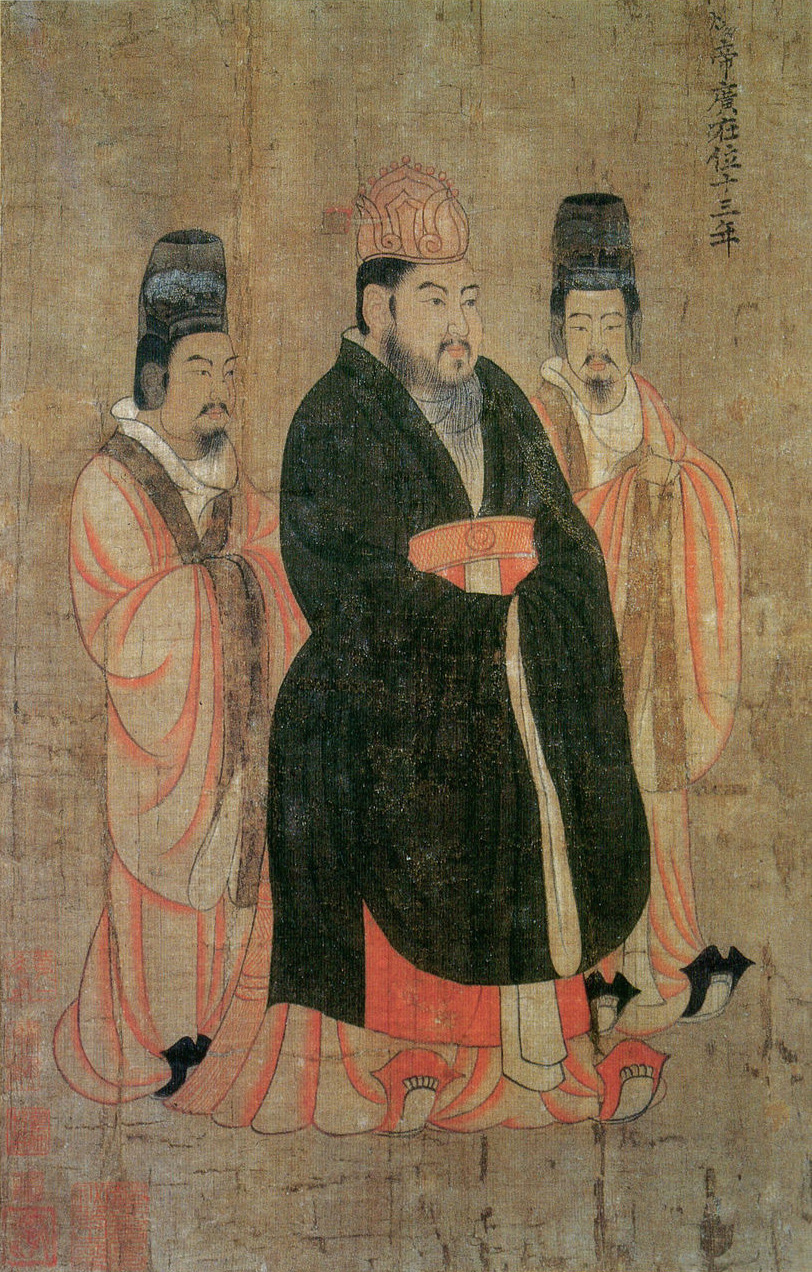
Tùy Dạng Đế, do họa sĩ thời Đường Diêm Lập Bản họa (khoảng 600-673)

Chân dung Đường Cao Tổ

Tùy mạt Đường sơ (隋末唐初) đề cập đến một giai đoạn mà trong đó triều đại Tùy tan rã thành một quốc gia đoản mệnh, trong đó một số quân chủ nguyên là quan lại và tướng lĩnh của triều Tùy, và một số quân chủ là các thủ lĩnh khởi nghĩa nông dân, sau đó các quốc gia này dần bị triều Đường thôn tính. Giai đoạn này bắt đầu từ khoảng năm 613, khi Tùy Dạng Đế tiến hành chiến dịch đầu tiên trong ba chiến dịch tấn công Cao Câu Ly, dẫn đến một số lượng quân sĩ đào ngũ và khởi đầu các cuộc khởi nghĩa nông dân chống Tùy; kết thúc vào năm 628, khi Đường Thái Tông Lý Thế Dân tiêu diệt nước Lương của Lương Sư Đô và tái thống nhất Trung Hoa.

## Đánh Cao Câu Ly, các cuộc nổi dậy bắt đầu
Sau khi tiêu diệt Nam triều Trần vào năm 589, tái thống nhất Trung Quốc, tránh được các cuộc xung đột biên giới với Đông Đột Quyết và Cao Câu Ly, Tùy trải qua một thời gian thái bình thịnh trị. Khi Anh Dương Vương Cao Nguyên của Cao Câu Ly từ chối thể hiện sự thần phục trước Tùy Dạng Đế vào năm 610, Tùy Dạng Đế đã quyết định lập kế hoạch chinh phục nước này, cả ông và người dân Tùy đều tin tưởng rằng việc chinh phục sẽ dễ dàng.
Tuy nhiên, để lo hậu cần cho cuộc tấn công Cao Câu Ly, triều Tùy đã bắt nhiều người đi lao dịch và thu các loại thuế khác, nhằm đóng chiến thuyền, cũng như vận chuyển lương thực và các khí tài khác đến căn cứ ở Trác quận (涿郡, nay gần tương ứng với Bắc Kinh), gây ra gián đoạn lớn trong chu kỳ canh tác và khiến nhiều dân phu vận chuyển khí tài đến Trác quận bị thiệt mạng. Năm 611, tại phương Bắc, những người không muốn tòng quân bắt đầu tham gia vào các cuộc khởi nghĩa nông dân dưới quyền các lãnh tụ như Vương Bác (王薄) và Lưu Bá Đạo (劉霸道). Tùy Dạng Đế ban đầu không xem các cuộc nổi dậy này là những mối đe dọa nghiêm trọng, mặc dù quân triều đình tại địa phương đã không thể dặp tắt chúng.
Tùy Dạng Đế phát động chiến dịch chống Cao Câu Ly đầu tiên vào năm 612, vượt qua Liêu Hà sang lãnh thổ Cao Câu Ly. Tùy Dạng Đế đích thân dẫn một đội quân bao vây thành Liêu Đông (遼東, nay thuộc Liêu Dương, Liêu Ninh), trong khi phái các tướng Vũ Văn Thuật (宇文述) và Vũ Trọng Văn (于仲文) dẫn đội quân Tùy còn lại tiến sâu vào lãnh thổ Cao Câu Ly, tiến về kinh thành Bình Nhưỡng của nước này, hợp quân với hạm đội do tướng Lai Hộ Nhi (來護兒) thống lĩnh. Tuy nhiên, Tùy Dạng Đế đã không thể chiếm được thành Liêu Đông, trong khi Vũ Văn Thuật và Vũ Trọng Văn bị tướng Cao Câu Ly Ất Chi Văn Đức (乙支文德) đánh bại trong trận Tát Thủy và buộc phải triệt thoái với tổn thất nặng nề. Đến mùa thu năm 612, Tùy Dạng Đế cũng buộc phải chấm dứt chiến dịch và triệt thoái trong khi chỉ đoạt được một ít đất đai. Khoảng 30 vạn lính Tùy đã thiệt mạng trong chiến dịch này.
Tùy Dạng Đế phát động chiến dịch chống Cao Câu Ly lần thứ hai vào năm 613, bất chấp việc có nhiều cuộc khởi nghĩa nông dân xảy ra hơn và mức độ nghiêm trọng cũng lớn hơn. Ông lại đích thân dẫn quân đi bao vây thành Liêu Đông, trong khi phái Vũ Văn Thuật và Dương Nghĩa Thần (楊義臣) dẫn quân tiến đến Bình Nhưỡng. Tuy nhiên, trong khi Tùy Dạng Đế đang bao vây thành Liêu Đông, tướng Dương Huyền Cảm đã nổi dậy và tấn công vào đông đô Lạc Dương. Khi Tùy Dạng Đế hay tin, ông đã cho quân của mình triệt thoái và phái Vũ Văn Thuật và Khuất Đột Thông (屈突通) trở về Lạc Dương trước. Vũ Văn Thuật và Khuất Đột Thông đã hội quân cùng với Phàn Tử Cái (樊子蓋) và Vệ Văn Thăng (衛文昇)-những người thống soái các đội quân mà Tùy Dạng Đế cho lưu thủ tại Lạc Dương và Trường An- để đánh bại Dương Huyền Cảm. Tùy Dạng Đế tiến hành các hành động trả thù độc đoán đối với những đồng đảng (hoặc bị nghi là đồng đảng) của Dương Huyền Cảm, song các hành động như vậy không ngăn cản được các cuộc nổi loạn thêm nữa.
Mặc dù trong nước rối loạn, Tùy Dạng Đế tiếp tục chiến dịch tấn công Cao Câu Ly lần thứ ba vào năm 614. Tuy nhiên, khi Lai Hộ Nhi tiến đến sông Áp Lục, Cao Câu Ly đã chịu khuất phục, cho đưa đồng đảng của Dương Huyền Cảm là Hộc Tư Chính (斛斯政)- người đã chạy trốn sang Cao Câu Ly trước đó- trở về Tùy. Tùy Dạng Đế đã chấm dứt chiến dịch, song khi ông triệu Anh Dương Vương Cao Nguyên đến để vị quốc vương này thể hiện sự thần phục trước ông, Cao Nguyên đã khước từ. Tùy Dạng Đế bắt đầu lập kế hoạch tiến hành một chiến dịch thứ tư song ông đã không bao giờ có thể phát động nó.
Trong khi đó, vào mùa thu năm 615, Tùy Dạng Đế viếng thăm thành Nhạn Môn (雁門, nay thuộc Hãn Châu, Sơn Tây). Do không hài lòng trước việc Tùy Dạng Đế thực hiện chia rẽ Đông Đột Quyết để buộc hãn quốc này phải tiếp tục phục tùng, Thủy Tất khả hãn A Sử Na Đốt Cát Thế đã tiến hành một cuộc tấn công bất ngờ vào Nhạn Môn, bao vây thành. Quân Tùy phần lớn vẫn trung thành với Tùy Dạng Đế và họ đã vội vàng kéo đến Nhạn Môn để giải vây, và đích thân Tùy Dạng Đế đã hứa sẽ trọng thưởng cho những người đến hộ giá. Tuy nhiên, sau khi được giải vây, ông đã thất hứa và khiến tướng sĩ oán giận.

## Chính quyền Tùy tan rã
Mặc dù các hoạt động khởi nghĩa nông dân gia tăng ở phương Bắc, song Tùy Dạng Đế không quay trở về kinh thành Trường An  hay ở tại đông đô Lạc Dương, mà lại đến Giang Đô (江都, nay thuộc Dương Châu, Giang Tô) vào mùa thu năm 616. Những người nổi dậy gần Lạc Dương đã kết hợp lại dưới quyền cựu chiến lược gia Lý Mật của Dương Huyền Cảm, Lý Mật tự xưng là Ngụy công. Tuy nhiên, Lý Mật đã không thể chiếm được Lạc Dương và không bao giờ xưng đế.
Trong khi đó, Dương Nghĩa Thần tiến hành một nỗ lực nhằm tiêu diệt quân "phản loạn" ở phía bắc Hoàng Hà, và có được một số thành công, song Tùy Dạng Đế và thừa tướng Ngu Thế Cơ (虞世基) lại lo sợ sức mạnh quân sự của Dương Nghĩa Thần nên đã triệu hồi ông dưới danh nghĩa thăng chức, vì thế mà các hoạt động nổi dậy ở phía bắc Hoàng Hà lại tái phục hồi và trở nên khó kiểm soát, dưới quyền lãnh đạo của Đậu Kiến Đức.
Năm 617, một vài trong số các thủ lĩnh khởi nghĩa lớn khác bắt đầu kiểm soát được các phần lãnh thổ đáng kể. Họ bao gồm:
- Đỗ Phục Uy, thủ lĩnh khởi nghĩa nông dân, chiếm khu vực nay là nam bộ An Huy.
- Cao Khai Đạo, thủ lĩnh khởi nghĩa nông dân, chiếm khu vực nay là cực bắc Hà Bắc.
- Lương Sư Đô, thủ lĩnh khởi nghĩa nông dân, chiếm khu vực nay là trung bộ Nội Mông, tự xưng là Lương Đế.
- Lý Quỹ, nguyên là quan triều Tùy, chiếm khu vực nay là trung bộ và tây bộ Cam Túc, tự xưng là Lương Vương.
- Lý Uyên, nguyên là quan triều Tùy, chiếm khu vực nay là trung bộ Sơn Tây, tuyên bố muốn lập hoàng tôn Dương Hựu của Tùy Dạng Đế làm hoàng đế.
- Lâm Sĩ Hoằng, thủ lĩnh khởi nghĩa nông dân, chiếm khu vực nay là Giang Tây và Quảng Đông, tự xưng là Sở Đế.
- Lưu Vũ Chu, thủ lĩnh khởi nghĩa nông dân, chiếm khu vực nay là bắc bộ Sơn Tây, tự xưng là Định Dương khả hãn.
- La Nghệ, nguyên là tướng triều Tùy, chiếm khu vực Bắc Kinh ngày nay.
- Tiêu Tiển, nguyên là quan triều Tùy, hoàng tôn của Tây Lương Tuyên Đế, chiếm khu vực nay là Hồ Bắc, Hồ Nam, Quảng Tây, và bắc bộ Việt Nam, tự xưng là Lương Đế.
- Tiết Cử, thủ lĩnh khởi nghĩa nông dân, chiếm khu vực nay là đông bộ Cam Túc và tây bộ Thiểm Tây, tự xưng là Tây Tần Bá Vương.
- Chu Xán, nguyên là quan triều Tùy, cùng tướng sĩ đi các nơi tại nam bộ Hà Nam và đông nam bộ Thiểm Tây ngày nay, đầu tiên tự xưng là Già Lâu La Vương, và sau đó tự xưng là Sở Đế.

Một vài trong số các thủ lĩnh này—bao gồm Lý Uyên, Lưu Vũ Chu, Lương Sư Đô, Đậu Kiến Đức và Cao Khai Đạo—từng chính thức thần phục A Sử Na Đốt Cát Thế và tiếp nhận viện trợ quân sự của Đông Đột Quyết, theo chiến lược duy trì hiện trạng Trung Hoa bị phân liệt của vị Đông Đột Quyết khả hãn này. Vào mùa đông năm 617, Lý Uyên chiếm Trường An, lập Dương Hựu làm hoàng đế, tức Cung Đế, trong khi tôn Tùy Dạng Đế là "thái thượng hoàng"; các tuyên bố này không được hầu hết lãnh thổ Tùy công nhận, họ vẫn xem Tùy Dạng Đế là hoàng đế. Lý Uyên trở thành người nhiếp chính, có chức đại thừa tướng và được tấn phong là Đường vương.

## Tùy Dạng Đế qua đời, triều Tùy diệt vong, khởi đầu triều Đường
Khi nhận thấy quốc gia đã ở trong tình trạng hỗn loạn, Tùy Dạng Đế cảm thấy an toàn dưới sự bảo vệ của Kiêu Quả quân tinh nhuệ tại Giang Đô. Tùy Dạng Đế phái tướng Vương Thế Sung đến Lạc Dương để cố gắng phòng thủ thành chống lại các cuộc tấn công của Lý Mật, song chỉ hành động rất ít để đối phó với các cuộc nổi dậy khác. Tùy Dạng Đế không muốn trở về phương Bắc và dự định chính thức rời đô đến Đan Dương (丹楊, nay thuộc Nam Kinh, Giang Tô), ở bờ nam Trường Giang). Trong khi đó, các binh sĩ Kiêu Quả quân chủ yếu là người phương Bắc và họ bắt đầu đào ngũ do nhớ quê hương, và hành động này bị Tùy Dạng Đế trừng phạt nặng. Do sợ hãi, các chỉ huy còn lại của Kiêu Quả quân lập ra một âm mưu, ủng hộ Vũ Văn Hóa Cập (nhi tử của Vũ Văn Thuật) làm lãnh đạo của họ. Vào mùa xuân năm 618, họ tiến hành chính biến và sát hại Tùy Dạng Đế. Vũ Văn hóa Cập tuyên bố lập chất tôn của Tùy Dạng Đế là Tần vương Dương Hạo làm hoàng đế, song bản thân Vũ Văn hóa Cập giữ quyền nhiếp chính. Vũ Văn hóa Cập bỏ Giang Đô và tiến về phương bắc, chỉ huy Kiêu Quả quân.
Ngay sau đó, tin tức về việc Tùy Dạng Đế qua đời đã được truyền đến các nơi khác trong nước. Tại Trường An, Lý Uyên phản ứng lại bằng việc buộc Cung Đế phải thiện nhượng cho mình, lập ra triều Đường, và bản thân trở thành Đường Cao Tổ. Tại Lạc Dương, bảy trong số các quan lại hàng đầu đã tuyên bố lập một hoàng tôn khác của Dạng Đế là Việt vương Dương Đồng làm hoàng đế, hầu hết các quận công nhận tính hợp pháp của triều Tùy cũng đều công nhận Dương Đồng là hoàng đế triều Tùy. Chính quyền Tùy tại Lạc Dương và Lý Mật đều lo sợ trước việc Vũ Văn hóa Cập bắc tiến, họ thành lập một liên minh tạm thời mà theo đó Lý Mật công nhận Dương Đồng là thủ lĩnh tối cao của mình. Tuy nhiên, sau khi Lý Mật đẩy lùi được Vũ Văn hóa Cập, Vương Thế Sung đã tiến hành đoạt lấy quyền lực từ các quan lại khác và trở thành người nhiếp chính, và liên minh với Lý Mật tan vỡ. Cũng trong năm đó, trong một cuộc tấn công, Vương Thế Sung đã đánh bại Lý Mật, buộc Lý Mật phải chạy trốn đến chỗ triều Đường. Sau đó, Lý Mật bị quân Đường giết khi cố gắng tái lập sự độc lập của mình.
Trong khi đó, sau khi Tiết Cử qua đời vào đầu năm 618 và nhi tử Tiết Nhân Cảo kế vị, tướng Đường là Tần vương Lý Thế Dân (hoàng tử của Cao Tổ) đã đánh bại và giết chết Tiết Nhân Cảo, sáp nhập nước Tần vào lãnh thổ Đường. Đồng thời, Đậu Kiến Đức tiếp tục củng cố lãnh địa ở phía bắc Hoàng Hà và giết chết Vũ Văn hóa Cập (người đã hạ độc Dương Hạo và tự xưng là Hứa Đế), song đã không thể buộc La Nghệ phải chịu quy phục, sau đó La Nghệ khuất phục triều Đường. Khoảng thời gian này, Chu Xán phải đối mặt với kháng cự mạnh mẽ từ dân chúng nhằm chống lại sự tàn bạo của ông, ông luôn dao động trước việc quy phục chính quyền Tùy của Dương Đồng hay quy phục Đường, cuối cùng đã lựa chọn quy phục Tùy.
Vào mùa hè năm 619, Vương Thế Sung buộc Dương Đồng phải thiện nhượng cho mình, kết thúc triều Tùy và khởi đầu nước Trịnh.

## Tái hợp nhất
Khoảng thời gian này, một hạ thần của Lý Quỹ là An Hưng Quý (安興貴) đã bắt giữ Lý Quỹ trong một cuộc chính biến và dâng nước Lương cho Đường. Tuy nhiên, Đường phải đối mặt với mối đe dọa trên một mặt trận khác khi Lưu Vũ Chu quyết định tiến hành một cuộc tấn công quy mô lớn về phía nam, đoạt lấy phần lớn Sơn Tây ngày nay (vốn do Đường kiểm soát), và sẵn sàng tiến đến kinh thành Trường An của Đường. Vào cuối năm 619, quân Đường do Lý Thế Dân thống lĩnh bắt đầu phản kích Lưu Vũ Chu. Đến mùa hè năm 620, Lý Thế Dân đã đánh bại Lưu Vũ Chu, bản thân Lưu Vũ Chu bỏ lãnh thổ của mình và chạy sang Đông Đột Quyết. Nước Định Dương của Lưu Vũ Chu bị sáp nhập vào Đường.
Khu vực hạ du Trường Giang vốn là lâm vào tình trạng hỗn loạn kể từ sau cái chết của Tùy Dạng Đế, nay bị phân chia giữa ba nhân vật đối địch: Thẩm Pháp Hưng nguyên là quan triều Tùy, tự xưng là Lương Vương và kiểm soát phần lớn bờ nam Trường Giang; lãnh tụ khởi nghĩa Lý Tử Thông kiểm soát Giang Đô và khu vực xung quanh, tự xưng là Ngô Đế; còn Đỗ Phục Uy đã quy thuận triều Đường và được phong là Ngô Vương.
Sau khi đánh bại nước Định Dương, Lý Thế Dân chuyển chú ý sang nước Trịnh. Lý Thế Dân tiến đến đô thành Lạc Dương của Trịnh và bao vây thành. Nhiều thành của Trịnh đã đầu hàng Đường, buộc Vương Thế Sung phải tìm kiếm cứu viện từ nước Hạ của Đậu Kiến Đức. Đậu Kiến Đức nghĩ rằng nếu để Đường diệt Trịnh thì nước Hạ của mình cũng sẽ nguy khốn, vì thế đã chấp thuận cứu viện, đem quân tiến về phía nam hướng đế Lạc Dương nhằm giải vây cho thành. Khoảng thời gian này, Đỗ Phục Uy (nay cải danh thành Lý Phục Uy) đánh bại Lý Tử Thông, trước đó, vào năm 620, Lý Tử Thông đã đánh bại Thẩm Pháp Hưng. Lý Tử Thông nay chiếm giữ lãnh thổ cũ của Thẩm Pháp Hưng, còn lãnh thổ cũ của Lý Tử Thông rơi vào tay Lý Phục Uy dưới danh nghĩa triều Đường.
Vào mùa thu năm 621, Đậu Kiến Đức tiến đến gần, Lý Thế Dân tiến về phía đông đến Hổ Lao quan và đóng quân tại đây. Khi hai bên giao chiến, Lý Thế Dân đã đánh bại Đậu Kiến Đức và bắt giữ được người này. Vương Thế Sung sợ hãi nên đã đầu hàng. Đường Cao Tổ hành quyết Đậu Kiến Đức và bắt Vương Thế Sung đi lưu đày (song sau đó Vương Thế Sung bị tướng Đường Độc Cô Tu Đức giết để trả thù giết cha). Nước Trịnh của Vương Thế Sung và nước Hạ của Đậu Kiến Đức đều bị sáp nhập vào Đường, song ngay sau đó tại lãnh thổ cũ của Hạ, cựu tướng của Đậu Kiến Đức là Lưu Hắc Thát đã nổi dậy và tự xưng là Hán Đông Vương. Khu vực nay là Sơn Đông vốn do thủ lĩnh khởi nghĩa nông dân Từ Viên Lãng kiểm soát song từng lần lượt thần phục Trịnh và sau đó là Đường, lúc này cũng nổi dậy dưới sự lãnh đạo của Từ Viên Lãng, người này tự xưng là Lỗ Vương.
Cũng vào năm 621, chất tôn của Đường Cao Tổ là Triệu quận vương Lý Hiếu Cung đã tiến đánh nước Lương của Tiêu Tiển, bao vây kinh thành Giang Lăng của nước này. Tiêu Tiển không nhận thấy quân cứu viện của mình đang đến gần nên đã đầu hàng, và hầu hết nước Lương bị sáp nhập vào Đường, trong khi một số tướng sĩ khuất phục Lâm Sĩ Hoằng. Khoảng thời gian này, Lý Phúc Uy đã đánh bại Lý Tử Thông, buộc Lý Tử Thông phải đầu hàng, nước Ngô của Lý Tử Thông cũng bị sáp nhập vào Đường.
Vào mùa xuân năm 622, Lý Thế Dân đánh bại Lưu Hắc Thát, buộc Lưu Hắc Thát phải chạy sang Đông Đột Quyết, song Lưu Hắc Thát đã quay trở lại với viện trợ của Đông Đột Quyết, tái chiếm lãnh thổ của nước Hạ trước đó. Vào mùa đông năm 622, hoàng huynh của Lý Thế Dân là Thái tử Lý Kiến Thành lại đánh bại Lưu Hắc Thát, vào mùa xuân năm 623, trong lúc chạy trốn, Lưu Hắc Thát bị thuộc hạ Gia Cát Đức Uy (諸葛德威) phản bội đem nộp cho quân Đường, Lý Kiến Thành cho hành quyết Lưu Hắc Thát. Trước đó, Lâm Sĩ Hoằng qua đời, và nước Sở của ông tan vỡ khi các thành dần đầu hàng Đường, và ngay sau khi Lưu Hắc Thát chết, Từ Viên Lãng cũng chết trận sau nhiều lần chiến bại trước quân Đường. Vào lúc này, ngoài Lương Sư Đô và Cao Khai Đạo ở cực bắc, Trung Hoa phần lớn đã thống nhất dưới quyền cai quản trên danh nghĩa của Đường.
Tuy nhiên, vào mùa thu năm 623, khi Lý Phục Uy đang ở Trường An, bộ tướng của ông là Phụ Công Thạch đã nổi dậy tại Đan Dương, tự xưng là Tống Đế và kiểm soát lãnh thổ từng nằm dưới quyền cai quản của Lý Phục Uy. Năm 624, Lý Hiếu Cung đã đánh bại và giết chết Phụ Công Thạch, hợp nhất nước Tống vào Đường. Trong khi đó, Cao Khai Đạo phải đối mặt với một cuộc nổi dậy do thuộc hạ là Trương Kim Thụ (張金樹) tiến hành và đã quyết định tự sát, nước Yên của ông cũng bị sáp nhập vào Đường.
Trong khi đó, với sự bảo hộ của Đông Đột Quyết, Lương Sư Đô chặn đứng các cuộc tấn công của Đường, bản thân Đường phải hứng chịu các cuộc tấn công quấy rối liên tục của Đông Đột Quyết. Sau khi Lý Thế Dân phục kích và sát hại đại huynh Lý Kiến Thành và tứ đệ Lý Nguyên Cát vào năm 626 và trên thực tế buộc phụ hoàng phải thiện nhượng cho mình, Đường bắt đầu xoay chuyển tình thế. Năm 628, Đông Đột Quyết xảy ra bất ổn nội bộ do bất đồng giữa Hiệt Lợi khả hãn A Sử Na Đốt Bật và thuộc cấp là Đột Lợi khả hãn A Sử Na Thập Bát Bật, khiến hãn quốc này không còn có thể bảo hộ cho Lương Sư Đô. Trong tình cảnh bị Đường bao vây, đường đệ của Lương Sư Đô là Lương Lạc Nhân (梁洛仁) đã sát hại Lương Sư Đô và đầu hàng Đường.